# Euphyia poliophasma
Euphyia poliophasma är en fjärilsart som beskrevs av Turner 1922. Euphyia poliophasma ingår i släktet Euphyia och familjen mätare. Inga underarter finns listade i Catalogue of Life.